# Limnodriloides appendiculatus
Limnodriloides appendiculatus är en ringmaskart som beskrevs av Pierantoni 1904. Limnodriloides appendiculatus ingår i släktet Limnodriloides och familjen glattmaskar. Inga underarter finns listade i Catalogue of Life.